# Návrat kamenů
Návrat kamenů je památník na Starém židovském hřbitově na Žižkově, vytvořený ze sedmi tun nalezených rozřezaných židovských náhrobků, které během komunistického režimu posloužily jakožto dlažební kostky spodní části Václavského náměstí, taktéž ulic Na Příkopě a 28. října. Autory pietního pomníku jsou Lucie a Jaroslav Rónovi.

## Vznik památníku
Židovská obec v Praze (ŽOP) na podezřelý původ dlažebních kostek dlouhodobě upozorňovala, během probíhající revitalizace Václavského náměstí se rozřezané náhrobky skutečně našly. Hlavní město Praha následně společně s městskou společností Technická správa komunikací hl. m. Prahy a ŽOP podepsalo koncem roku 2019 memorandum, které umožnilo dlažební kostky pocházející z náhrobků židovských hřbitovů vydat pražské židovské obci k pietnímu uložení.
Památník vznikl iniciativou Židovské obce v Praze, která pomocí crowdfundingové kampaně a individuálních sponzorů získala potřebné finance na jeho realizaci. Soukromí dárci přispěli taktéž na revitalizaci okolí, opravu několika historických náhrobků a následné doplnění speciální stély, do níž byla vytesána jména nejvýznamnějších donátorů. Celkový rozpočet byl vyčíslen na 750 tisíc korun.

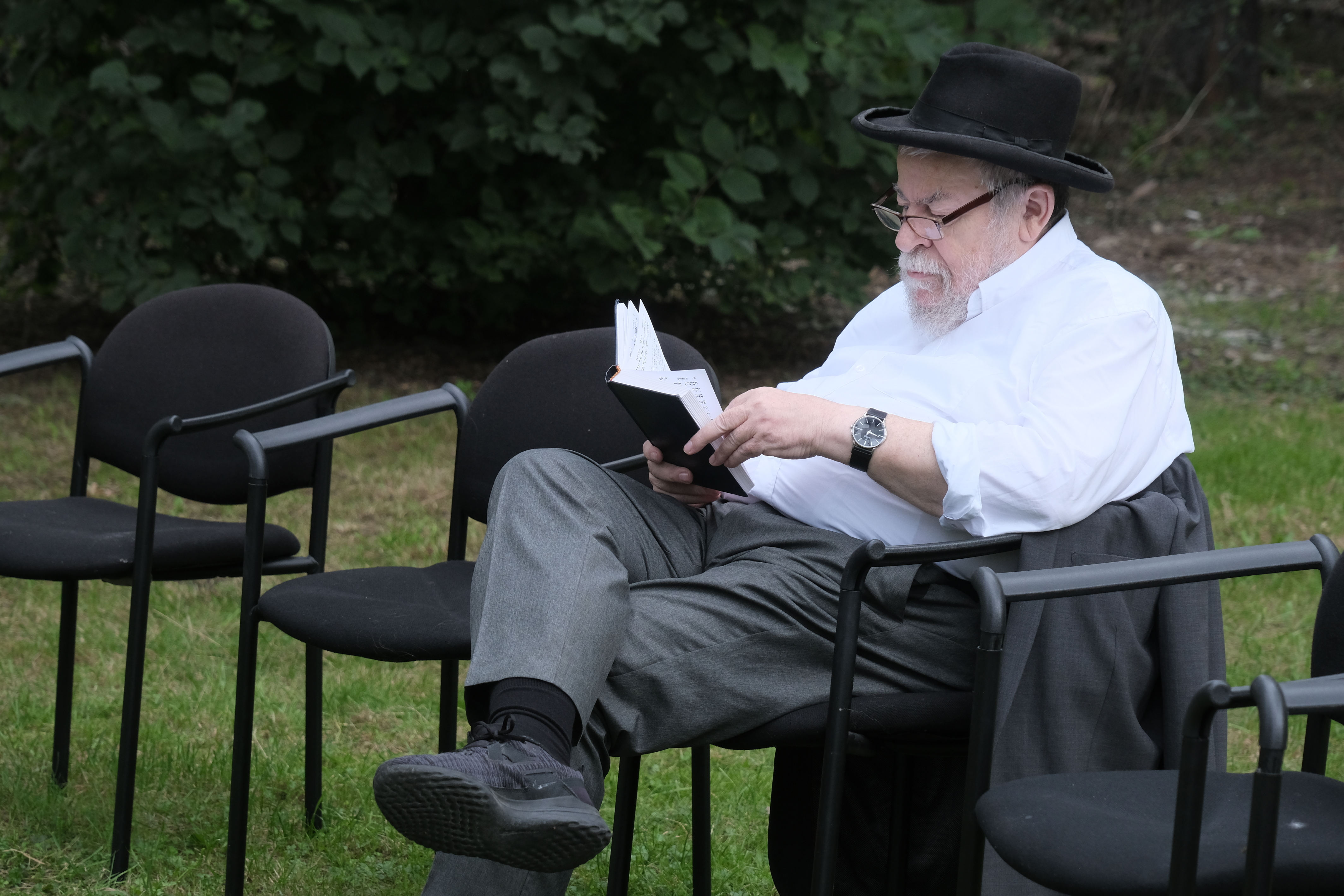
Karol Sidon před slavnostním odhalením

Slavnostní odhalení památníku za účasti autorů, předsedy pražské židovské obce Františka Bányaie, vrchního zemského rabína Karola Sidona, zástupců Federace židovských obcí, Židovského muzea, Magistrátu hl. m. Prahy, Prahy 3 a soukromých dárců proběhlo 7. září 2022. Stéla se jmény významných donátorů byla odhalena dodatečně 6. června 2024.

## Symbolika
Podoba památníku nese více významů. Kopule uprostřed je postavena ze dvou set dlažebních kostek, na kterých jsou viditelné zbytky symbolů a písma, tvarem připomíná jarmulku. Středová kruhová čočka symbolizuje stvořitele jakožto centrálního hybatele. Kruh symbolizuje celistvost a jednotu. Davidovu hvězdu v jeho středu autoři nasměrovali symbolicky k Jeruzalému, stejně jako jeden z devíti slunečních paprsků, jenž je navíc oproti ostatním o patro vyšší. Zdi představují také fyzický svět.
Těch zdí je devět. Rozestavěli jsme je od jedné, kterou jsme nasměrovali symbolicky k Jeruzalému. A to číslo devět také v kabale znamená přechod od duchovního světa k fyzickému a naopak. A to je přesně vlastně to, co symbolizuje toto místo posledního odpočinku.
Jaroslav Róna
Památník má sloužit jako místo, kde návštěvník může vzpomenout těch, kteří o náhrobek přišli, u kterého se příbuzní mohou pomodlit za své předky a zavzpomínat. Památník je přizpůsoben možnému nálezu dalších dlažebních kostek a počítá s případným rozšířením.